# ابن المأمون
جمال الدين أبو على موسى بن المامون يعتبر من المؤرخون المصريون في العصر الفاطمي.
ألف كتاب السيرة المامونية التي تتناول أحداث التاريخ المصري في فترة مهمة علي امتداد العقدين الأولين للقرن السادس الهجري وهي الفترة التي بداء فيها نجم والدة أبي عبد الله محمد بن فاتك المعروف بالمامون البطائحي في الظهور حتي سنة 501 هجري إلى ان تولي الوزارة للامام الأمر باحكام الله سنة 515 هجري حتي عزلة عنها سنة 519 هجري.